# Dagens Medicin
Dagens Medicin er et dansk medie, der beskæftiger sig med sundhedssektoren. Dagens Medicin udkom første gang som trykt avis i 1997, og udkommer nu i en trykt udgave hver anden uge, samt dagligt med en række digitale udgivelser. Målgruppen er de danske læger, og har derudover andre sundhedsprofessionelle, sygehuschefer, politikere og andre beslutningstagere i sundhedssektoren som læsere.
Dagens Medicin arrangerer desuden lægefaglige kurser og konferencer for sundhedssektorens beslutningstagere og ansatte, og har siden 24. marts 2011 også udgivet det digitale nyhedsbrev Dagens Pharma, der udkommer fire gange om ugen. Målgruppen er alle, som arbejder med medicin. Endvidere udgives Kommunal Sundhed, der udkommer to gange om ugen, henvendt til sundhedsprofessionelle ledere i kommunerne.

## Om avisen
Dagens Medicin er et søsterselskab til dagbladet Børsen. 50,1 pct. af aktierne ejes af Bonnier, Nordeuropas største medievirksomhed med ca. 16.000 ansatte og hovedsæde i Stockholm. 49,9 pct. ejes af JP/Politikens Hus.
Konstitueret chefredaktør (siden november 2019): Anders Heissel. Administrerende direktør er Søren Vitfell Keller.
Dagens Medicin udgiver journalistik på en række platforme:

### Avis
- Dagens Medicin udkommer hver anden fredag 22 gange årligt med en hovedsektion og en temasektion. To af disse udgivelser er særlige magasiner: Magt (kåring af de 100 mest magtfulde personer i sundhedssektoren) og Danmarks Bedste Hospitaler.

### Digitalt
- Daglige nyheder på dagensmedicin.dk og et dagligt nyhedsbrev baseret på disse nyheder.
- FredagsRapporten udkommer ugentlig med en større journalistisk satsning og indbygget en række temasektioner om kliniske emner.
- Nyhedsbrev om almen praksis – hver onsdag.
- Nyhedsbrevet Dagens Pharma – fire gange ugentligt (mandag-torsdag).
- Nyhedsbrevet Kommunal Sundhed – to gange ugentligt (tirsdag og torsdag).

### Andre aktiviteter
- Dagens Medicin arrangerer konferencer og debatmøder om aktuelle, sundhedspolitiske og kliniske emner.
- Praktisk Medicin – et klinisk opslagsværk for læger.
- Praktisk Medicin – et magasin for praktiserende læger.
- Dagens Medicin driver debat-teltet SundhedsParlamentet på Folkemødet i Allinge.
- Det sker i samarbejde med kommunikationsbureauet Effector.
- Dagens Medicin uddeler hvert år initiativprisen Den Gyldne Skapel og kårer landets bedste hospitaler i tre kategorier samt de dygtigste behandlere indenfor ca. 71 terapi- og diagnostiske områder.
- Dagens Medicin har i 2017 uddelt Frimærkeprisen som anerkendelse til en særligt bemærkelsesværdig kliniker, professor Frede Olesen, og Knytnæveprisen til en dristig debattør, læge Thomas Emil Christensen.
- Kommunal Sundhed uddeler initiativprisen Den Gyldne Tråd.

## Hæderspriser
Dagens Medicin har otte gange vundet Danske Specialmediers hæderspris Anders Bording-prisen:
- 2003: Hovedprisen (Dagens Medicin som medie)
- 2005: Journalistplakette (Per Thiemann om fejlmedicinering af gamle på plejehjem)
- 2008: Fotoprisen (Joachim Rodes reportage fra epilepsioperation)
- 2008: Skribentprisen (projektet Danmarks Bedste Hospital)
- 2010: Journalistprisen (temasektion om kræftbehandling i Kina)
- 2012: Innovationsprisen (udvikling af nyhedsbrevet Dagens Pharma)
- 2014: Journalistprisen (Niels-Bjørn Albinus’ afsløring af operationsteknik, der kan påføre kræft)
- 2016: Journalistprisen (Sybille Hildebrandts afsløring af en psykiater, som overskred reglerne)

## Søsteraviser
Dagens Medicin udkommer med selvstændige aviser og digitale udgivelser i seks lande ud over Danmark:
- Dagens Medicin (Sverige)
- Dagens Medisin (Norge)
- Puls Medycyny (Polen)
- Mediuutiset (Finland)
- Medicina Danes (Slovenien)
- Meditsiiniuudised (Estland)